# Хвалебные псалмы
Хвале́бные псалмы́ (аллилу́йные псалмы́) — заключительная группа псалмов Псалтири, предназначенная для завершающей части утреннего богослужения. Группа состоит из трёх псалмов — в православии и католицизме, из шести — в иудаизме. Общей темой псалмов является призыв к прославлению Бога. За свой радостный тон хвалебные псалмы (одни из всех утренних) поют и в праздники. Это одни из самых восторженных псалмов, отчего расположены в конце богослужения, когда молитвенное воодушевление достигает высшей точки.

## В авраамических религиях

### Христианство
Католицизм
Основная статья: Лауды-псалмы
Лауды (от мн. ч. лат. laudes — «хвалы») — с древности все чины западного богослужения последнюю часть утрени начинают псалмами 148—150. Изначально хвалы при Литургии часов пели на заре после утрени, служившейся до рассвета. Утреня включала в себя некоторые псалмы (в их числе — обязательные псалмы 148—150, в которых часто встречается слово laudate — «хвалите», откуда и название) с антифонами, краткое чтение и гимн, в конце утрени пели Benedictus с антифоном и молитву дня. Согласно Уставу святого Бенедикта, начало (псалмы 66, 50) и конец (псалмы 148, 149, 150) Лаудов были неизменны все дни недели, а середина менялась ежедневно, так, в воскресенье пели псалмы 117 и 62 и стих из Дан. 3:52, в понедельник — псалмы 5 и 35, во вторник — псалмы 42 и 56, в среду — псалмы 63 и 64, в четверг — псалмы 87 и 89, в пятницу — псалмы 75 и 91, в субботу — стихи из Второзакония.
Православие
Хвалитны (хвалитные псалмы, от мн. ч. греч. οί Αΐνοι —«хвалы») — стихи из хвалитных псалмов 148, 149, 150 и стихиры, соединённые с ними. Первый псалом приглашает ко хвалению всех, второй — Израиля, третий — храм небесный. Чин пения хвалитных псалмов подробно изложен в Ирмологии и Псалтири следованной, а в Типиконе указано «на хвалитех Всякое дыхание на глас дне», что означает, что псалмы должны петься по-праздничному, и начинаться не стихом «хвалите Господа с небес, хвалите Его в вышних» (Пс. 148:1), как в будни, а стихом «всё дышащее да хвалит Господа» (Пс. 150:6), притом петься они должны на глас дня, а не простым, речитативным напевом, как в будни. Таким образом, в праздничном исполнении, хвалитные псалмы начинаются стихом, выражающим их тему, и им же оканчиваются, благодаря чему вся группа составляет единый гимн, концом своим возвращается к началу в знак бесконечности и непрерывности. Четыре стихиры при хвалитных псалмах составляют утреню полупраздничного типа.

### Иудаизм
Ежедневный галель (от ивр. הלל בכל יום‎) — псалмы 144—150 включены в состав Псукей де-зимра, в которую добавлены библейские гимны (ср. стихира). Название «галель» произошло из-за частого употребления слова הללו‬ («хвалите») в псалмах 148 и 150. Помимо 144-го псалма разные раввины предлагали добавить и другие псалмы. Раши указывал петь 3 псалма (144, 148, 150), Саадия Гаон — 6 псалмов (144, 146, 147, 148, 149, 150), Маймонид — 7 псалмов (144, 145, 146, 147, 148, 149, 150). Первоначально утреня состояла из псалмов 144—150, однако по праздникам богослужение удлинялось за счёт дополнительных псалмов (в ашкеназской традиции — девяти, а в сефардской традиции — четырнадцати). После пели Шма так, чтобы с появлением первого луча солнца на ватикин начать молитву «Амида».
Псалмы 112—117, также как псалмы 144—150, начинаются и оканчиваются словом «аллилуйя», поэтому эти группы путают друг с другом. В иудаизме запрещено читать группу 112—117 каждый день, поэтому даже в полупраздничные дни пасхальной недели читают «сокращённый» галель. В Талмуде разъяснено, что всякий день утром поют лишь группу псалмов 144—150 (Вавилонский Талмуд, Шаббат 118 б).